# Polynema poeta
Polynema poeta är en stekelart som beskrevs av Girault 1913. Polynema poeta ingår i släktet Polynema och familjen dvärgsteklar. Inga underarter finns listade i Catalogue of Life.